# Реали, Кристиана
Кристиана Реали (порт. Cristiana Reali, 16 марта 1965, Сан-Паулу) — французская актриса итало-бразильского происхождения.

## Биография
Дочь бразильского журналиста, по происхождению — итальянца. Девятилетней приехала с родителями и тремя сестрами во Францию. Училась в парижском лицее Мольера. Затем родители вернулись в Бразилию, Кристиана осталась в Париже. Занималась на курсах сценического искусства Cours Florent, где познакомилась с актёром и режиссёром Франсисом Юстером (род. 1947). Вышла за него замуж, родила двух дочерей. В его театральной труппе и в его постановках играла с 1991 по 2008 — в этом году супруги расстались.
Выступает в театре, играет в кино и в телепостановках. Лицо косметического бренда Lancôme (фирма L’Oréal).

## Роли

### В театре
- 1989 — Альфред де Мюссе Лорензаччо, Théâtre Renaud-Barrault
- 1992 — Suite royale, по Дидро и Кребийону-сыну, Théâtre Marigny
- 1992 — Мольер Мизантроп, Théâtre Marigny
- 1993—1994 Пьер Корнель Сид, Théâtre Marigny
- 1994 — Шекспир Гамлет, Théâtre Marigny
- 1994 — Жан Жироду Троянской войны не будет, Les Estivals de Perpignan
- 1995 — Саша Гитри Faisons un rêve, Théâtre Marigny
- 1996 — Жорж Фейдо Блоха в ухе, Théâtre des Variétés
- 1997 — Эдмон Ростан Сирано де Бержерак, пост. Жером Савари, Théâtre national de Chaillot
- 2000 — Теннесси Уильямс Кошка на раскаленной крыше, Théâtre de la Renaissance
- 2005 — Карло Гольдони Трактирщица, Théâtre Antoine
- 2008 — Зак Хелм Good Canary, пост. Джон Малкович, Théâtre Comedia
- 2010 — Жорж Фейдо On purge bébé и Léonie est en avance, Théâtre du Palais-Royal

### В кино
- 1989 — Месье Ир / Monsieur Hire (Патрис Леконт)
- 1992 — Неизвестный в доме / L’Inconnu dans la maison (Жорж Лотнер)
- 1993 — Всё это? за это? / Tout ça… pour ça ! (Клод Лелуш)
- 1998 — Дама с камелиями /  (Жан-Клод Бриали, телевизионный)
- 2004 — Род людской / Le Genre humain (Клод Лелуш)
- 2007 — Два дня для убийства / Deux jours à tuer (Жан Беккер)
- 2009 — Человек и его собака / Un homme et son chien (Франсис Юстер)

## Признание
Номинации на театральную премия Мольера (1999, 2005, 2008).